# Reubin Askew
Reubin O'Donovan Askew (Muskogee, 11 settembre 1928 – Tallahassee, 13 marzo 2014) è stato un politico statunitense.
È stato il 37º governatore della Florida dal 1971 al 1979.